# Дівчинка з сірниками
«Дівчинка з сірниками» (дан. Den Lille Pige med Svovlstikkerne) — одна з найвідоміших казок данського письменника Ганса Крістіана Андерсена. Твір написано прозою і вперше видано 1845 року. Казка стала основою для багатьох фільмів, мультфільмів, мюзиклів, а також джерелом натхнення для композиторів, поетів і письменників.

## Сюжет
В останній морозний вечір старого року мала дівчинка ходить вулицями міста, надаремно намагаючись продати кілька коробок сірників. Жоден з перехожих не звертає уваги на замерзлу та голодну дитину, кожен у поспіху останніх приготувань до святкування з родиною поквапом прямує додому. Перемерзла і втомлена дівчинка знаходить тихий темний куток між двома кам'яницями, де сідає, щоб розігріти змерзлі руки й запалює по черзі чотири сірники, кожен з яких є символом її прагнень, які протягом кількох секунд дівчинка бачить перед власними очима. Спочатку дівчині здається, що вона сидить біля великої кахлевої печі звідки розходиться розкішне тепло, тоді перед нею з'являється печена гуска, якою б вона могла наїстися до сита, як ніколи до того у своєму житті. Засвітивши третього сірника, дівчині здається, що вона сидить перед прикрашеною новорічною ялинкою. Простягнувши руку до однієї зі свічечок між зеленими вітками, дівчинка бачить, що це насправді зірки. В тій хвилі одна з них падає. Дівчинка пригадує, як її бабуся говорила, що коли зірка паде, відходить чиясь душа до Бога. Дівчина запалює наступний сірник і перед нею з'являється бабуся. Щоб та не зникла, дівчинка запалює один сірник за другим, бажаючи у такий спосіб затримати образ дорогої бабусі якнайдовше. Невдовзі вони беруться за руки й переносяться до престолу Бога, де царить вічне світло і тепло.    

## Історія створення
Казку написано в листопаді 1845 року у замку Ґрестен під час подорожі Андерсена Європою. Вперше казка вийшла друком у грудні 1845 року в данському календарі на 1846 рік з ілюстраціями Дж. Т. Лундбі. Належить до категорії казок Андерсена, що містять релігійні мотиви. Багато ідей для своєї творчості Андерсен зачерпнув з народних мотивів, які письменник запам'ятав з дитинства, коли казки йому розповідала бабуся, матір батька. Вона перша розбудила уяву майбутнього письменника, тому постать мудрої доброї бабусі часто з'являється у його казках, зокрема у казках «Дівчинка з сірниками» та «Снігова королева».

## Екранізації
- «Дівчинка з сірниками» – британський фільм 1902 року
- «Дівчинка з сірниками» – британський фільм 1914 року
- «Дівчинка з сірниками» – французький фільм 1928 року
- «Дівчинка з сірниками» – данський фільм 1953 року
- «Дівчинка з сірниками» – американський фільм 1987 року
- «Скарбниця найгарніших казок» («Дівчинка з сірниками» - епізод 5) – японський анімаційний серіал  1995 року.
- «Дівчинка з сірниками» – американський анімаційний фільм 2006 року[4]
- «Дівчинка з сірниками» – німецький фільм 2013 року.[5]

## Переклад українською
- Ганс Христіян Андерзен Дві казки: Цісарський соловій; Дівчинка з сірниками. — Краків.: Українське видавництво, 1940. — 32 с.

## Галерея

Ілюстрації казки «Дівчинка з сірниками»
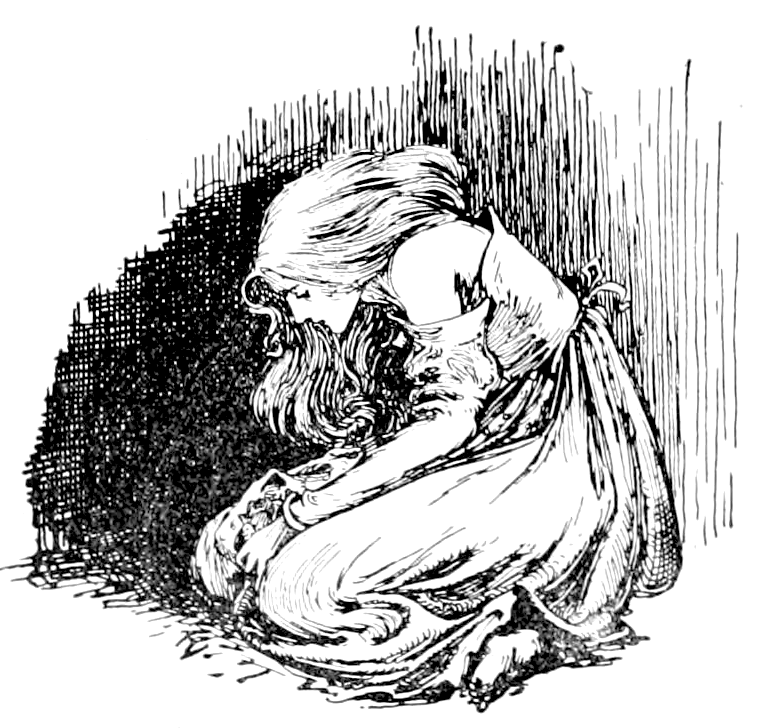
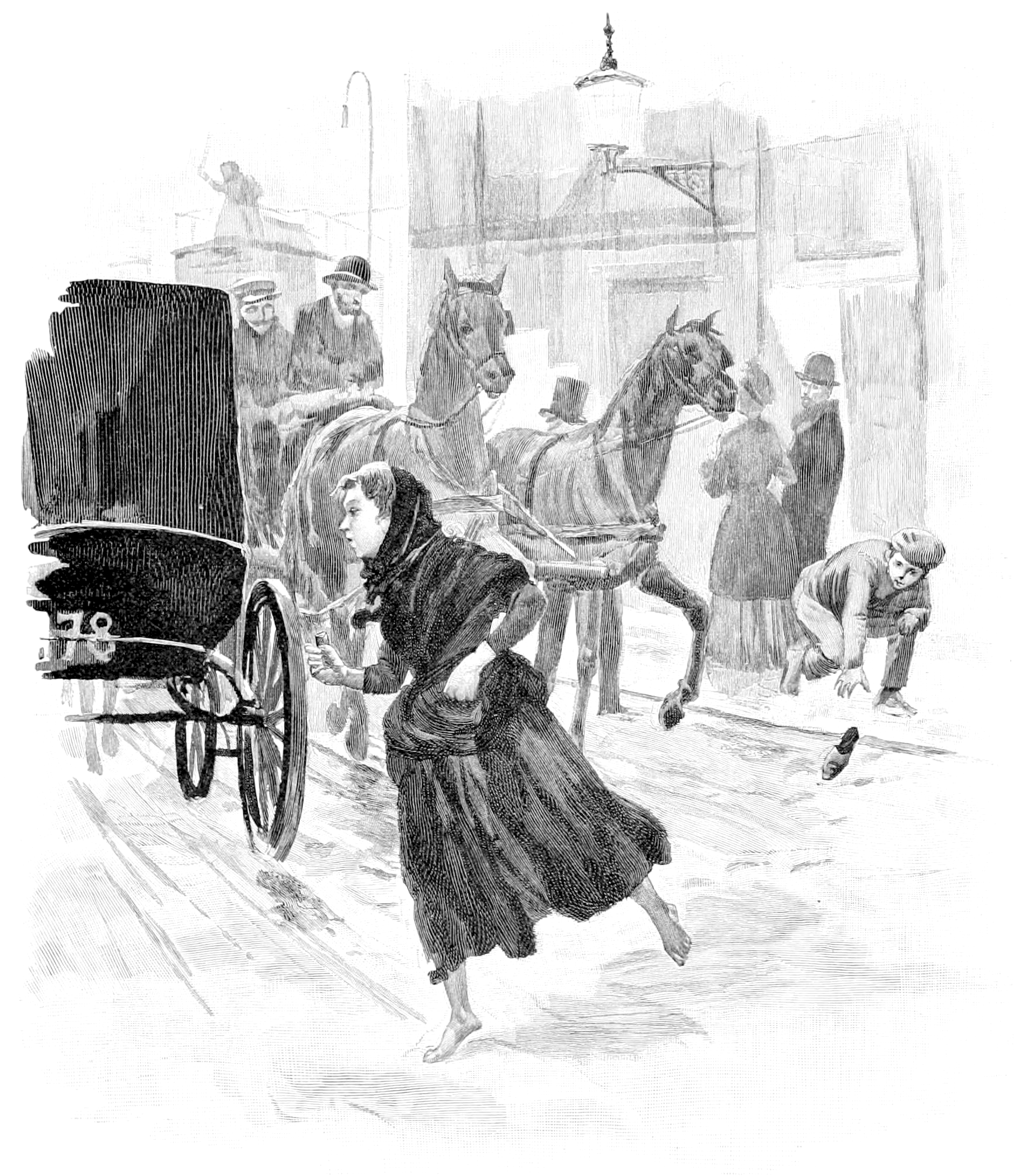
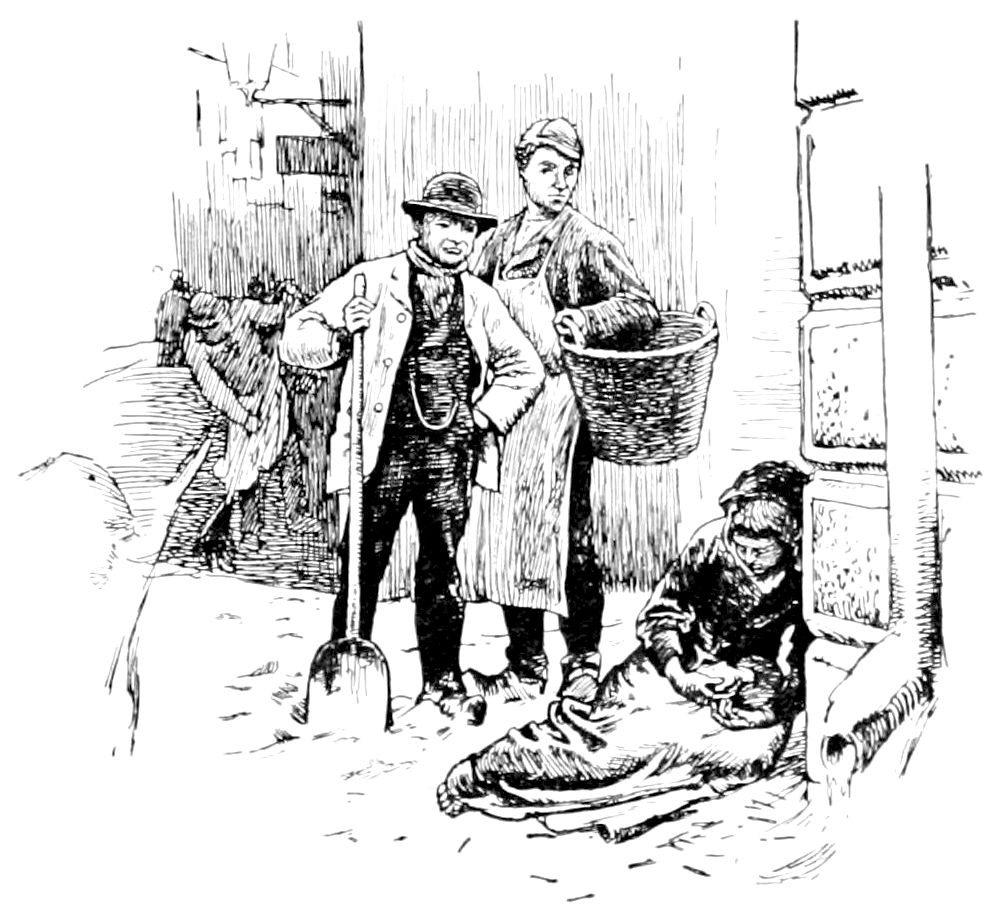
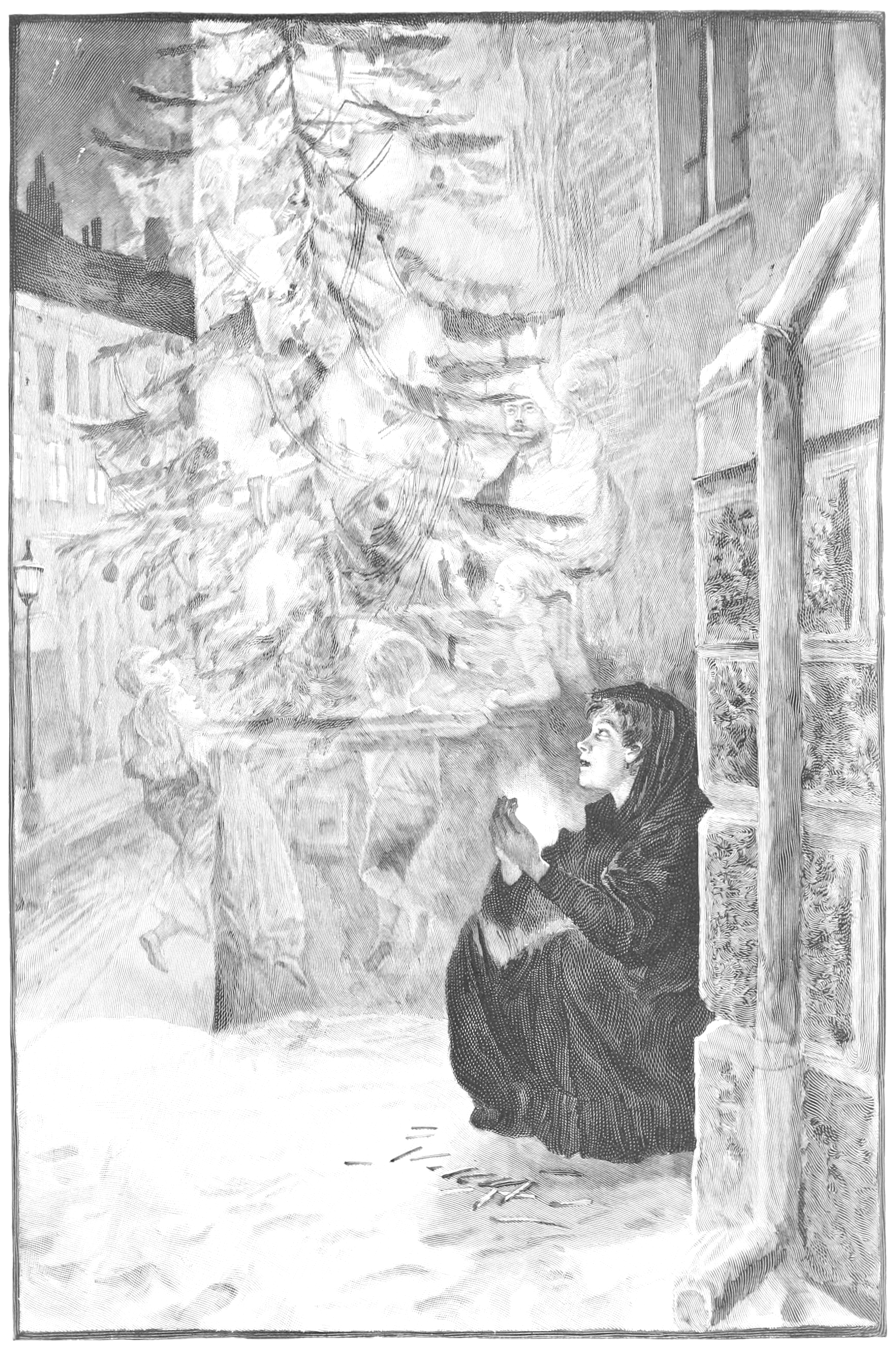
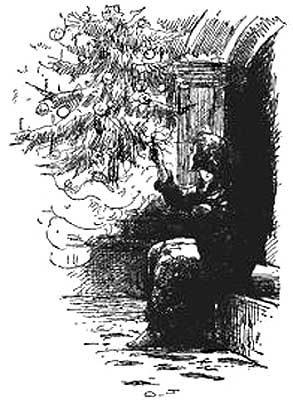